# American Basketball League 1937-1938
La stagione 1937-1938 della American Basketball League fu l'11ª nella storia della lega.
Vinsero il titolo i Jersey Reds, al primo successo della loro storia, che ebbero la meglio 4-2 nella serie finale sui New York Jewels.

## Classifiche

### Prima fase
|    | Classifica prima fase 1937-1938 | V  | P  |
| -- | ------------------------------- | -- | -- |
| 1. | Jersey Reds                     | 16 | 6  |
| 2. | New York Jewels                 | 12 | 8  |
| 3. | Brooklyn Visitations            | 13 | 10 |
| 4. | Philadelphia Sphas              | 12 | 10 |
| 5. | New York Celtics                | 1  | 10 |
| 6. | Kingston Colonials              | 5  | 15 |
| 7. | Bronx/New York Yankees          | 1  | 11 |

- I Bronx Yankees, poi New York Yankees, abbandonarono il campionato nel gennaio 1938.

### Seconda fase
|    | Classifica seconda fase 1937-1938 | V  | P  |
| -- | --------------------------------- | -- | -- |
| 1. | New York Jewels                   | 14 | 5  |
| 2. | Jersey Reds                       | 13 | 7  |
| 3. | Philadelphia Sphas                | 11 | 9  |
| 4. | Kingston Colonials                | 9  | 9  |
| 5. | New York Celtics                  | 7  | 11 |
| 6. | Brooklyn Visitations              | 2  | 15 |

## Finale
Fase finale al meglio delle 7 partite.
|  | Finale          |                 |                 |    |    |    |    |    |    |   |  |
|  |                 |                 |                 |    |    |    |    |    |    |   |  |
|  | Jersey Reds     | Jersey Reds     | Jersey Reds     | 35 | 30 | 32 | 26 | 33 | 30 | 4 |  |
|  | New York Jewels | New York Jewels | New York Jewels | 34 | 33 | 30 | 24 | 37 | 28 | 2 |  |